# Sarah Geronimo
Sarah Geronimo, née le 25 juillet 1988 à Manille, est une chanteuse et actrice philippine.

## Discographie

### Albums studio
- Popstar: A Dream Come True (2003)
- Sweet Sixteen (2004)
- Becoming (2006)
- Taking Flight (2007)
- Just Me (2008)
- Your Christmas Girl (2009)
- Music And Me (2009)
- One Heart (2011)
- Pure OPM Classics (2012)
- Expressions (2013)

Autres albums
- The Other Side: Live Album (2005)
- OPM (2008)

## Filmographie

### Cinéma
| Année(s) | Titre                         | Rôle                        |
| -------- | ----------------------------- | --------------------------- |
| 1995     | Sarah... Ang Munting Prinsesa | camarade de classe de Sarah |
| 2003     | Filipinas                     | Kathleen (introduction)     |
| 2003     | Captain Barbell               | Mara                        |
| 2004     | Masikip sa Dibdib             | Caméo                       |
| 2004     | Annie B.                      | Patty                       |
| 2004     | Lastikman: Unang Banat        | Lara Manuel                 |
| 2008     | A Very Special Love           | Laida Magtalas              |
| 2009     | You Changed My Life           | Laida Magtalas              |
| 2010     | Hating Kapatid                | Cecilia                     |
| 2011     | Catch Me, I'm in Love         | Roan Sanchez                |
| 2011     | Won't Last a Day Without You  | George Apostol/DJ Heidee    |
| 2013     | It Takes a Man and a Woman    | Laida Magtalas              |
| 2014     | Maybe This Time               | Stephanie Asuncion          |
| 2015     | The Breakup Playlist          | Trixie David                |

### Télévision
| Année(s)    | Titre                            | Rôle                                   | Chaîne(s)   |
| ----------- | -------------------------------- | -------------------------------------- | ----------- |
| 1992—1994   | Pen Pen de Sarapen               | elle-même                              | ABS-CBN     |
| 1995—1996   | Ang TV                           | elle-même                              | ABS-CBN     |
| 2002—2003   | Star for a Night                 | elle-même                              | IBC         |
| 2003        | SOP                              | elle-même                              | GMA Network |
| Depuis 2004 | ASAP                             | elle-même                              | ABS-CBN     |
| 2004        | Sarah The Teen Princess          | Sarah Alagao                           | ABS-CBN     |
| 2005        | SCQ Reload: Kilig Ako            | Sarah                                  | ABS-CBN     |
| 2006        | Bituing Walang Ningning          | Dorina Pineda                          | ABS-CBN     |
| 2006        | Your Song                        | Mitch (Forever's Not Enough)           | ABS-CBN     |
| 2006        | Maalaala Mo Kaya                 | Rose (Kwintas)                         | ABS-CBN     |
| 2006        | Your Song                        | Marge Hernandez (Pers Lab)             | ABS-CBN     |
| 2007        | Your Song                        | Sophia "Pia" Rodriguez (Carry My Love) | ABS-CBN     |
| 2007        | Pangarap na Bituin               | Emerald Gomez                          | ABS-CBN     |
| 2007        | Love Spell                       | Donya Rosing (Sweet Sixty)             | ABS-CBN     |
| 2008        | Maalaala Mo Kaya                 | Rose Marie Calderon (Doll House)       | ABS-CBN     |
| 2009        | Your Song                        | Lisa (I Still Believe in Loving You)   | ABS-CBN     |
| 2010        | Hair Is Your Moment (mini-série) | Jenny Raymundo                         | ABS-CBN     |
| 2010        | 1DOL                             | Belinda "Billie/Jean" Suarez           | ABS-CBN     |
| 2012        | Sarah G. Live!                   | présentateur                           | ABS-CBN     |
| 2012        | Popstar Diaries                  | elle-même                              | Viva TV     |
| Depuis 2013 | The Voice of the Philippines     | elle-même (juge)                       | ABS-CBN     |
| Depuis 2014 | The Voice Kids Philippines       | elle-même (juge)                       | ABS-CBN     |